# Tokyo Road: Best of Bon Jovi
Tokyo Road: Best of Bon Jovi, è una raccolta della band statunitense Bon Jovi pubblicata esclusivamente in Giappone per la prima volta il 28 marzo 2001. L'album contiene diversi successi della band ed il brano One Wild Night, per l'occasione remixato ed intitolato One Wild Night 2001.

## Tracce
1. One Wild Night 2001 – 3:43
2. Bad Medicine – 5:16
3. Livin' on a Prayer – 4:12
4. You Give Love a Bad Name – 3:42
5. Keep the Faith – 5:46
6. It's My Life – 3:46
7. Blood on Blood – 6:16
8. Something for the Pain – 4:48
9. Born to Be My Baby – 4:40
10. Tokyo Road – 5:42
11. Hey God – 6:10
12. Just Older – 4:28
13. I'll Sleep When I'm Dead – 4:43
14. Runaway – 3:51
15. Wild in the Streets – 3:54
16. Next 100 Years – 6:19

## Formazione
- Jon Bon Jovi - voce solista, chitarra acustica
- Richie Sambora - chitarre, cori
- Tico Torres - batteria, percussioni
- David Bryan - tastiere, cori
- Alec John Such - basso elettrico, cori (ad eccezione delle tracce 1, 6, 8, 11, 12 e 16)

### Altri musicisti
- Hugh McDonald - basso elettrico e cori (nelle tracce 1, 6, 8, 11, 12 e 16)

1. ↑  (JA) ボン・ジョヴィ - TOKYO ROAD ベスト オブ ボン・ジョヴィ – 認定検索, su Recording Industry Association of Japan. URL consultato il 15 maggio 2024.